# Tchán (film)
Tchán je česká filmová komedie z roku 1980 režiséra Zdeňka Míka a scenáristy Jaroslava Dietla.

## Děj
Vedoucí údržby zemědělských strojů v JZD Vavřinec rozhoduje a ovládá celou svoji rodinu. Jeho dcera Štěpánka právě odmaturovala a podala přihlášku na vysokou zemědělskou školu. Potkává mechanizátora Tomáše ze Šafářovy Lhoty. Oba se do sebe zamilují. Štěpánku na vysokou školu nepřijmou a ona následně nepodá odvolání. To otce Vavřince naštve a pár se pokouší rozdělit. Posléze zjišťuje, že v Praze na vysoké škole to není tak skvělé, jak si předtím myslel, a proto páru svolí ke svatbě.

## Obsazení
- Josef Bláha jako Vavřinec
- Libuše Havelková jako Tereza
- Vlastimil Brodský jako Ludvík Šimon
- Valerie Kaplanová jako Růžena Šimonová
- Dagmar Havlová jako Štěpánka
- Svatopluk Skopal jako Tomáš
- Vladimír Krška jako hlídač JZD
- Karolina Slunéčková jako listonoška
- Václav Sloup jako opravář Vojtěch
- Otto Hradecký jako děkan
- Oldřich Velen jako předseda Sýkora
- René Přibil jako František
- Vladimír Míka jako Roman
- Zlata Adamovská jako Štěpánčina spolubydlící
- Jan Kuželka jako opravář
- Břetislav Slováček jako student Linda

## Produkce
Natáčelo se v Temelíně, Chelčicích, Týně nad Vltavou, Zemědělské univerzitě v Suchdole a v Lomnici nad Lužnicí.